# A World Without Jews

Bìa sách

A World Without Jews: The Nazi Imagination from Persecution to Genocide là một cuốn sách năm 2014 của Alon Confino được xuất bản bởi Nhà xuất bản Đại học Yale, tìm cách giải thích chủ nghĩa bài Do Thái của Đức Quốc xã và Holocaust bằng cách nhìn vào những mường tượng và ảo tưởng của Đức Quốc Xã. Cuốn sách đã nhận được đánh giá đa chiều trong cả các ấn phẩm học thuật lẫn bình dân. Một số nhà phê bình ca ngợi phân tích của Confino vì tính độc đáo của nó, trong khi những người khác chỉ trích vì đã đưa ra những khẳng định không đủ bằng chứng chứng minh.

## Nội dung
Confino bác bỏ một số cách giải thích về chủ nghĩa Quốc xã từng rất phổ biến, đặc biệt là những giải thích mang nặng tính phân biệt chủng tộc. Ông tập trung vào giai đoạn 1933–1939, cũng như các hành động và tuyên bố công khai. Cho câu hỏi tại sao Đức Quốc Xã lại thực hiện tội ác diệt chủng đối với người Do Thái, câu trả lời của ông là "[Vì] Người Do Thái là hiện thân của thời đại, tượng trưng cho nguồn gốc lịch sử xấu xa cần phải bị xóa bỏ để chủ nghĩa Đức Quốc Xã hình thành." Giả thuyết này mở ra một khía cạnh phân tích mới, xoay quanh sự mường tượng, ảo tưởng cũng như ý thức hệ.
Thay vì nhấn mạnh chủ nghĩa phân biệt chủng tộc, ông đề xuất rằng chủ nghĩa bài Do Thái của Đức Quốc Xã đã vượt qua chủ nghĩa phân biệt chủng tộc và dựa trên nhiều cơ sở hơn là phân biệt chủng tộc khoa học. Thay vào đó, những ý tưởng về khoa học và chủng tộc đã bị bóp méo để phù hợp với chủ nghĩa bài Do Thái cực đoan, một phần bắt nguồn từ chủ nghĩa bài Do Thái của Cơ đốc giáo. Điều quan trọng hơn cả sự phân biệt chủng tộc khoa học là kể một câu chuyện về nguồn gốc của một quốc gia. Confino bác bỏ ý kiến, được một số nhà sử học và nhà biện giải Cơ đốc đẩy mạnh, cho rằng Đức Quốc Xã tìm cách tiêu diệt Cơ đốc giáo: "Mục đích của họ không phải là tiêu diệt Cơ đốc giáo mà là xóa bỏ nguồn gốc Do Thái của Cơ đốc giáo," dựa trên một phiên bản cực đoan của thuyết thay thế sẽ chấm dứt xung đột giữa những tín điều trái nghịch của Do thái giáo và Cơ đốc giáo. Hitler đã sử dụng cuộc đấu tranh chống người Do Thái để biện minh cho Chiến tranh thế giới thứ hai "Người Do Thái mang lại ý nghĩa sâu xa cho cuộc chiến giữa thiện và ác của Đức Quốc Xã: cuộc đấu tranh của đấng cứu thế để tạo ra một nền văn minh của Đức Quốc Xã phụ thuộc vào việc tiêu diệt người Do Thái." Khi phát xít Đức đốt cháy Torah trong Kristallnacht vào tháng 11 năm 1938, ông cho rằng họ đã cắt đứt một liên kết quan trọng với quá khứ, khiến cả người Đức lẫn người Do Thái có thể tưởng tượng đến "một thế giới không có người Do Thái."
Thay vì tập trung vào các chính sách cụ thể chống Do Thái, Confino tập trung vào khám phá "sự nhạy cảm và cảm xúc" ẩn chứa đằng sau ông. Khi làm như vậy, ông chuyển sang phân tích tâm lý của các nhà lãnh đạo Đức Quốc Xã. Ông viết rằng "Holocaust là thử nghiệm đầu tiên ở một nhân loại mới đạt được bằng cách tiêu diệt, một nhân loại được giải phóng khỏi xiềng xích của quá khứ của chính mình."  Nhưng theo Confino, hành động của Đức Quốc Xã bắt nguồn từ hàng nhiều thế kỷ qua của truyền thống Kitô giáo. Ông lập luận rằng sự tan vỡ đi vào ký ức Holocaust, tại đây "sự diệt vong như một loại nguồn gốc" được tiếp diễn: "Holocaust đã ám ảnh trí tưởng tượng sau chiến tranh bởi vì sự tàn sát trên toàn châu Âu đã tạo nên cho người Do Thái, người Đức và người châu Âu một câu chuyện về nguồn gốc và sự khởi đầu mới" (tr. 245).

## Đón nhận
David Cesarani ca ngợi cuốn sách, mặc dù ông thấy nó bỏ qua một số chi tiết về cuộc đàn áp chống người Do Thái vốn sẽ làm phức tạp lập luận của Confino. Ông ca ngợi sự phân tích "kích thích tư duy" của Confino đối với các bài phát biểu của Hitler, Himmler và Goebbels từ năm 1941–1945. Cesarani viết rằng cuốn sách của Confino sẽ thu hút những ai tin rằng Holocaust là độc nhất.
Trong một đánh giá tích cực, Ferenc Laczó mô tả cuốn sách là "một phân tích lịch sử văn hóa mang tính đột phá về sự nhạy cảm, tưởng tượng và chương trình nghị sự của Đức Quốc Xã" và ca ngợi "cách giải thích sáng tạo và sâu sắc". Tuy nhiên, ông có "chút dè dặt" về xu hướng khái quát hóa và coi nhẹ tính không đồng nhất trong xã hội Đức của cuốn sách và tuyên bố rằng cuốn sách thiếu "nền tảng vững chắc về lịch sử xã hội".
Richard Steigmann-Gall viết rằng cuốn sách này là sự phát triển vượt bậc của cuốn sách trước đó của Confino, Foundational Pasts, bảo vệ sự hiểu biết của các nhà văn hóa học về thời kỳ Đức Quốc Xã và Holocaust. Ông viết rằng "Có nhiều điều đáng khen ngợi trong cuốn sách của Confino" nhưng nó bị thiếu chú ý đến chi tiết trong một số lĩnh vực, lý do là vì nó được soạn như một bài luận mở rộng hơn là một cuốn sách chuyên khảo.
Susannah Heschel chỉ trích cuốn sách nhiều hơn, cho rằng Confino không biện minh cho kết luận của mình với đủ bằng chứng, thường đưa ra những khái quát không hữu ích và không đặt được những phát triển trong bối cảnh lịch sử của chúng. Cô viết rằng Confino thường không ghi nhận những người khác đã nghiên cứu sâu hơn và từng đưa ra kết luận tương tự Confino. Cô lập luận rằng Confino không bao giờ trả lời câu hỏi được nêu ra trong tựa sách, về việc chủ nghĩa Quốc xã đã đi "từ khủng bố đến diệt chủng" như thế nào.
Theo lời của Jeffrey Herf Confino, cuốn sách "hiển thị những khoảng cách lặp đi lặp lại giữa khẳng định và bằng chứng." Phương pháp của ông "truyền [các] động lực và cảm xúc cho các diễn viên dựa trên những gì họ đã làm, vẻ ngoài của họ khi làm việc đó và những gì khi họ giữ im lặng" – mà Herf lập luận là "đáng ngờ". Herf lập luận rằng Confino cần phải nghiên cứu thêm trong các kho lưu trữ tư liệu để tìm ra bằng chứng chứng thực cho kết luận của mình.
Ngoài ra, quyển sách cũng nhận được một số đánh giá khác.